# (363115) Chuckwood
(363115) Chuckwood est un astéroïde de la ceinture principale.

## Description
(363115) Chuckwood est un astéroïde de la ceinture principale. Il fut découvert le 22 mars 2001 à Kitt Peak par SKADS. Il présente une orbite caractérisée par un demi-grand axe de 3,14 UA, une excentricité de 0,18 et une inclinaison de 1,1° par rapport à l'écliptique.